# Kirche Hl. Prophet Elias (Donja Trnava)
Die Kirche Hl. Prophet Elias (serbisch: Храм Светог Пророка Илије, Hram Svetog Proroka Ilije) im Dorf Donja Trnava, das zum Stadtteil Crveni Krst der Großstadt Niš gehört, ist eine serbisch-orthodoxe Kirche im südöstlichen Serbien.
Das 1895 erbaute Gotteshaus ist dem Hl. Propheten Elija geweiht. Sie ist die Pfarrkirche der Pfarrei Trnava im Dekanat Aleksinac der Eparchie Niš der Serbisch-Orthodoxen Kirche.

## Lage
Die Kirche steht östlich des Dorfes Donja Trnava umgeben von einigen Häusern und viel Natur sowie Feldern. Unweit nordöstlich der Kirche fließt der kleine Fluss Velepoljska reka.
Umgeben wird die Kirche vom großen teilweise eingezäunten Kirchhof, indem neben der Kirche ein freistehender Glockenturm und das ab 1995 erbaute Pfarrhaus stehen.

## Geschichte
1895 wurde das Kirchengebäude auf die Initiative und durch die Bemühungen des Priesters Aranđel Popović erbaut. 1896 wurde die Kirche vom damaligen Bischof der Eparchie Niš, Inokentije, feierlich eingeweiht.
Im Ersten Weltkrieg erlitt die Kirche kleinere Schäden. Das Antimension wurde 1926 vom damaligen Bischof, Dositej, geweiht. Auch im Zweiten Weltkrieg wurde das Kirchengebäude beschädigt.
1975 wurden größere Reparaturen am Gotteshaus durchgeführt. Neben der Kirche befindet sich ein Glockenturm aus dem Jahr 1992. Vor diesem Glockenturm stand an dieser Stelle eine Ulme, an der eine Glocke angebracht war. Die Glocke wurde von Slobodan Osmanović aus Vrelo gespendet.
Das Pfarrhaus wurde ab 1995 dank der Bemühungen des Priesters Dragoslav Lazić erbaut. 2007 wurde die Kirche ebenfalls äußerlich renoviert.

## Architektur
Die Kirche ist in einfacher architektonischer Konzeption erbaut. Das einschiffige Kirchengebäude besitzt eine Altar-Apsis im Osten und ein Satteldach. Der Haupteingang der Kirche befindet sich an der Westseite. Über dem Westeingang ist eine Gedenkplatte zur Kircheneinweihung angebracht. Ein zweiter Nebeneingang befindet sich an der Südseite des Gotteshauses.
Im Kircheninneren steht eine hölzerne blau gefärbte Ikonostase mitsamt Ikonen. Die Kirche ist mit Fresken bemalt. Diese Fresken sind in einem schlechten Zustand. Direkt am Hauptkircheneingang im Kircheninnenraum befindet sich ein kleiner Kirchladen. Auch zwei Ständer zum Kerzen anzünden stehen im Kircheninneren.